# 教職課程
教職課程（きょうしょくかてい）とは、日本の大学（短期大学および大学院を含む）などにおいて、教育職員の普通免許状（教育職員免許状）の授与を受けるのに必要な単位が修得できるよう所定の科目等を設置した課程のことである。その枠組みについては教育職員免許法（昭和24年法律第147号）およびその関係法令に定めがある。教職課程において、平成31年度現在は、「教科及び教職に関する科目」など（令和4年度より一部科目区分が変更）、平成30年度までは、「教職に関する科目」や「教科に関する科目」など（免許状が対象とする職（教諭・養護教諭・栄養教諭など）によって履修する科目区分が異なる）を修得しなければならないが、狭義には平成30年度までに入学した者に適用される「教職に関する科目」の課程と使われることも多い。

## 概要
教職課程においては、教員の普通免許状（専修免許状、一種免許状、二種免許状）の授与を受けるのに必要とされる科目を履修し、履修の成績に応じて教育職員免許法に基づく教育職員免許法施行規則（昭和29年文部省令第26号）に規定する単位を修得することが可能である。教職課程によって普通免許状の授与を受けたい場合は、免許状の種類（職・学校種・教科）に応じて教育職員免許法に定める科目を履修する。
教職課程の呼称は国公立、私立の別を問わない。また、教員養成を目的とする学部と一般の学部の別も問わない。狭義には教員養成を目的としない一般大学において特別に設置された課程を指すことが多い。普通免許状の授与を受けるにあたっては「教職に関する科目」や「教科に関する科目」など（免許状が対象とする職（教諭・養護教諭・栄養教諭など）によって履修する科目区分が異なる）について、定められた単位を修得しなければならない。大学に置かれる組織については、各大学で異同が見られる。
教職課程は、文部科学大臣が中央教育審議会に諮問して免許状の授与の所要資格を得させるために適当と認める課程について認定される。文部科学大臣による課程の認定を課程認定、認定された課程を認定課程、認定課程を持つ大学を課程認定大学と呼ぶ。ここで、「課程認定」における「課程」とは、一般に教職課程を指す。教員養成を主たる目的とする学科等においては、一つ以上の教員の普通免許状の授与を受けるのに必要な単位をすべて修得しないと卒業の要件を満たさないことがある。例えば、文教大学教育学部では、小学校1種免許状と中学校2種免許状の両方を取得することが、卒業の条件となっている。
教職課程以外の普通免許状の授与を受ける方法として、教職員支援機構（2017年までは文部科学省やその委嘱を受けた大学）が実施する教員資格認定試験を通じて教員の免許状の授与を受ける方法、教育職員免許法施行法に基づいて教員の免許状の授与を受ける方法もある。すでに「教員の免許状」を有していれば、各都道府県の教育委員会が実施する教育職員検定などにおいて、一部の単位を教育職員免許法認定講習や教職課程のない大学で修得する方法がある。
因みに、二種免許状の授与を受けた者が一種免許状ないしは一種免許状の授与を受けた者が専修免許状へ別表1（養護教諭は別表2、栄養教諭は別表2の2）にて変更したい場合、施行規則第十条六の第1項の規定により、（仮に、旧法で免許状の授与がなされ、下級免許状の学力に関する証明書上ブランクの科目があったとしても）下級免許状に必要な単位は修得済みと看做され、上級免許状との単位数の差分のみを最低習得すれば、法定単位上は、免許状の授与申請ができるという規定が設けられている。このため、例えば、教員資格認定試験で小学校二種の免許状を授与された場合は、この規定上の理由により、一種への移行は相当楽なものとなる。
近年では、大学設置基準（大学通信教育設置基準を含めて）の規定の都合上、1年間に履修できる科目数あるいは単位数に上限を設けている例も多く、この制約上、4年間(3年次編入の場合は2年間)での単位の修得が容易ではないため、複数の免許状の修得が困難になりつつあり、一度大学を卒業後、別の免許状をの単位を修得するために自大学の科目等履修生や他大学の正規生・科目等履修生としてカバーしたり、元の大学で取りえなかった校種・教科の免許状の単位を修得しなければいけない例もある（もちろん、自大学で課程認定されていない免許状の授与がなされるために、他大学に入りなおして、という例は以前からあったが、平成31年度以降の入学者については複数の校種の授与を目指す場合は、入りなおしても本来の修業年数では困難なケースも存在する）。

## 科目
教育職員免許状の授与を受けるのに必要な科目は、教職課程を有する学科等の授業科目として開講される。これらの授業科目の名称は、各大学が定めることとなっているため、各大学で授業科目の名称が異なっている。
学力に関する証明書の発行の都合上、平成31年度以降入学者の科目区分を「新法」、平成12年度から平成30年度までの入学者の科目区分を「旧法」、平成11年度以前入学者（平成9年度以前入学者は、介護等の体験が不要）の科目区分を「旧々法」、それ以前の1級免許状・2級免許状時代の科目区分を「旧々々法」と呼ぶことがあり、旧区分（あるいは旧々区分、旧々々区分）で単位を修得の者が新たに大学編入等で別の校種の免許状の単位を修得する際には、新しい区分に相当する「読み替え」を行った証明が必要となる。
なお、後述する「教育職員免許法施行規則第66条の6に定める科目」については、教職課程のない大学でも単位修得できる場合があり、該当する場合、証明者は「教育職員免許法施行規則第66条の6に定める科目」の履修を示した証明書の発行に応じる必要がある。

### 平成31年度以降入学者の科目区分
このうち、令和4年度以降入学者については、一部の区分が分割及び変更がなされており、新区分に読み替えが行われる。

#### 教科及び教職に関する科目

##### 教科及び教科の指導法に関する科目
小学校・中学校及び高等学校教諭免許状について、平成30年度以前入学者の「教科に関する科目」および「教職に関する科目」のうち、「教科の指導法」に相当する科目区分。なお、小学校では、新たに「外国語指導法」と教科に関する専門的事項に含まれる「外国語」が追加されている。第2欄とされる。
小学校では、「教科に関する専門的事項」では、一種免許状では5教科、二種免許状では2教科を必修とする（いずれも、この中に、音楽・図工・体育のいずれか1教科と国語・算数・理科・社会・生活から1教科の計2教科を含める必要がある）。「教科の指導法」については、一種免許状は10教科すべての指導法、二種免許状は国語・算数の各指導法が必修、音楽・図工・体育の各指導法から2つ、社会・理科・外国語の各指導法から1つ選択の計5教科以上となる（音楽・図工・体育の各指導法すべて必修とする場合もあるが、法定上は2つ以上でよいとしている）。

##### 領域及び保育内容の指導法に関する科目
幼稚園教諭免許状について、平成30年度以前入学者の「教科に関する科目」および「教職に関する科目」のうち、「保育内容の指導法」に相当する科目区分。なお、平成30年度以前の入学者にあった、教科に関する科目は幼稚園の免許状に関しては今回から削除され、「教科に関する専門的事項」ではなく、「領域に関する専門的事項」（ただし、令和3年度入学者までは、小学校の「教科に関する専門的事項」と共通科目で設定している大学もあったが、令和4年度以降入学者からは明確に分離された）の項目が含まれる。第2欄とされる。
「領域に関する専門的事項」では、一種免許状では5領域すべて、二種免許状では2領域（必須の領域はなく、任意の領域2つで可）の履修を要する。「保育内容の指導法」については、一種免許状では保育内容総論(相当の科目を含む)に加えて5領域の指導法すべて、二種免許状では保育内容総論(相当の科目を含む)に加えて4領域の指導法（必須の領域はなく、任意の領域4つで可）の履修を要する。令和3年度以前は、一種免許状では加えて幼児指導法が必要だった（令和4年度以降は、選択科目扱いにすることが可能で、必履修科目ではなくなった）。
平成31年度から令和3年度までの間に入学した場合、「領域に関する専門的事項」は、小学校の「教科に関する専門的事項」で設定される教科と共通で設定していた大学もあり、この場合は、一種免許状は、国語・算数・生活・体育・音楽・図工の6教科から3教科、二種免許状は前述の6教科中2教科を選択（音楽・図工・体育から1教科は選択必修、他の1〜2教科は任意のもので可能。ただし、6教科以外の小学校教科は一切不可とされた）する必要があった。

##### 教諭の教育の基礎的理解に関する科目等
平成30年度以前入学者の「教職に関する科目」のうち、「教科の指導法」（幼稚園教諭免許状は「保育内容の指導法」）を除いたものに相当する科目区分。具体的には、以下の3つの区分に分かれる。
- 教育の基礎的理解に関する科目（第3欄）
- 道徳、総合的な学習の時間等指導法及び生徒指導、教育相談等に関する科目（第4欄）
- 教育実践に関する科目[注 5]（第5欄）

##### 大学が独自に設定する科目
平成30年度以前入学者の「教科又は教職に関する科目」（「教科に関する科目」、「教職に関する科目」、「大学が加える教職に関する科目に準ずる科目」）に加え、現行の「教科及び教科の指導法に関する科目」又は「領域及び保育内容の指導法に関する科目」に準ずるものを加えた科目に相当。幼稚園及び高等学校の免許状を授与される場合で、「道徳の理論及び指導法」に相当する単位を修得した場合などに発生する可能性のある、「教諭の教育の基礎的理解に関する科目等に準ずる科目等」もここに含まれる。第6欄とされる。

#### 特別支援教育に関する科目
平成30年度以前入学者の同科目区分とほぼ同じ内容となる。なお、令和6年度以降入学者より、特別支援学校の教職課程におけるコア・カリキュラムの変更に伴い、第一欄に含まれる内容に変更が加えられた他、第三欄の「重複・LD等」とされていた教育領域が、「重複」及び「発達」の2区分に分割変更された（両方を包括した「重複・発達」とすることもできる）。
下表は、平成28年法改正に基づく、平成31年度以降入学者に適用される、「視覚障害者に関する教育」を除く4教育領域の免許状の課程の講義科目を実施する例で提示する（第二欄、第三欄のカッコ内は、各科目で扱う中心となる教育領域で、科目により他の教育領域の内容が「含まれる」ものも存在する。また、令和6年度以降入学者のものに対応したものである）。
| 特別支援教育に関する科目 | 内容に含めることが必要な事項 | 授業科目の名称の例 （括弧内は、免許状に定める主たる教育領域 ないしは中心となる領域の略称）                                             |
| --- | --- | --- |
| - 特別支援教育の基礎理論に関する科目(第一欄) | - 心身に障害のある幼児、児童又は生徒についての教育の理念並びに教育に関する歴史及び思想 - 心身に障害のある幼児、児童又は生徒についての教育に係る社会的、制度的又は経営的事項 | - 障害者教育総論 - 特別支援教育論 - 特別支援教育基礎論                                                                                 |
| - 特別支援教育領域に関する科目(第二欄) | | |
| - 心身に障害のある幼児、児童又は生徒の心理、生理及び病理に関する科目 (通称・「心理等」科目)                                                                                  | - 聴覚障害者の心理(聴) - 聴覚障害者の生理・病理(聴) - 知的障害者の心理(知) - 知的障害者の生理・病理(知) - 肢体不自由者の心理、生理・病理(肢) - 病弱者の心理、生理・病理(病) | |
| - 心身に障害のある幼児、児童又は生徒の教育課程及び指導法に関する科目 (通称・「教育課程等」科目)                                                                              | - 聴覚障害教育(聴) - 知的障害教育(知) - 肢体不自由教育(肢) - 病弱教育(病) | |
| - 心身に障害のある幼児、児童又は生徒の心理、生理及び病理に関する科目 - 心身に障害のある幼児、児童又は生徒の教育課程及び指導法に関する科目 （通称・「心理・教育課程等」科目） | - 聴覚障害教育総論(聴) - 知的障害教育総論(知) - 肢体不自由児の教育(肢) - 病弱教育総論(病) | |
| - 免許状に定められることとなる特別支援教育領域以外の領域に関する科目(第三欄)                                                                                                 | | |
| - 心身に障害のある幼児、児童又は生徒の心理、生理及び病理に関する科目 (通称・「心理等」科目)                                                                                  | - 視覚障害者の心理(視) - 視覚障害者の生理・病理(視) - 発達障害者の心理、生理・病理(発達) | |
| - 心身に障害のある幼児、児童又は生徒の教育課程及び指導法に関する科目 (通称・「教育課程等」科目)                                                                              | - 視覚障害教育(視) - 発達障害教育(発達) | |
| - 心身に障害のある幼児、児童又は生徒の心理、生理及び病理に関する科目 - 心身に障害のある幼児、児童又は生徒の教育課程及び指導法に関する科目 （通称・「心理・教育課程等」科目） | - 発達障害教育総論(発達。うち、「言語・情緒・LD・ADHD」領域) - 発達障害者の心理(発達。うち、「言語・情緒・LD・ADHD」領域) - 重複障害教育総論(重複・発達。うち、「重複・言語」領域) - 自閉症教育総論(重複・発達。うち、「重複・情緒」領域) - コミュニケーション障害教育(重複・発達。うち、「重複・言語・情緒・LD・ADHD」領域) - 視覚障害教育総論(視) - 言語障害教育(発達。うち、「言語」領域) - 重複・発達等教育総論(重複・発達) - 特別支援教育総論(重複・発達) - 視覚障害・聴覚障害教育総論(中心となる領域なし) | |
| - 心身に障害のある幼児、児童及び生徒についての実習(第四欄) | | - 障害者教育実習の事前・事後指導 - 特別支援学校の教育実習事前・事後指導 - 障害者教育実習 - 特別支援学校教育実習 - 教育実習（特別支援） |

#### 養護及び教職に関する科目
平成30年度以前入学者の「養護に関する科目」及び「教職に関する科目」の一部変更が加わった内容。

##### 養護に関する科目
平成30年度以前入学者の「養護に関する教育」に相当する科目区分。第2欄とされる。

##### 養護教諭の教育の基礎的理解に関する科目等
平成30年度以前入学者の「教職に関する科目」に相当する科目区分。具体的には、以下の3つの区分に分かれる。
- 教育の基礎的理解に関する科目（第3欄）
- 道徳、総合的な学習の時間等指導法及び生徒指導、教育相談等に関する科目（第4欄）
- 教育実践に関する科目[注 9]（第5欄）

##### 大学が独自に設定する科目
平成30年度以前入学者の「養護又は教職に関する科目」（「養護に関する科目」、「教職に関する科目」、「大学が加える教職に関する科目に準ずる科目」）に相当。「養護教諭の教育の基礎的理解に関する科目等に準ずる科目」もここに含まれる。第6欄とされる。

#### 栄養に係る教育及び教職に関する科目
平成30年度以前入学者の「栄養に係る教育に関する科目」及び「教職に関する科目」の一部変更が加わった内容。

##### 栄養に係る教育に関する科目
平成30年度以前入学者の「栄養に係る教育に関する科目」に相当する科目区分。第2欄とされる。

##### 栄養教諭の教育の基礎的理解に関する科目等
平成30年度以前入学者の「教職に関する科目」に相当する科目区分。具体的には、以下の3つの区分に分かれる。
- 教育の基礎的理解に関する科目（第3欄）
- 道徳、総合的な学習の時間等指導法及び生徒指導、教育相談等に関する科目（第4欄）
- 教育実践に関する科目[注 10]（第5欄）

##### 大学が独自に設定する科目
平成30年度以前入学者の「栄養に係る教育または教職に関する科目」（「栄養に係る教育に関する科目」、「教職に関する科目」、「大学が加える教職に関する科目に準ずる科目」）に相当。「栄養教諭の教育の基礎的理解に関する科目等に準ずる科目」もここに含まれる。第6欄とされる。

#### 教育職員免許法施行規則第66条の6に定める科目
以下は、令和4年度以降入学者に適用される。令和3年度以前の入学者は、原則、従来の科目をこちらに読み替えを実施する。
| 科目                                                           | 最低単位数 | 科目名事例 |
| -------------------------------------------------------------- | ---------- | --- |
| - 日本国憲法                                                   | 2単位      | - 法学(日本国憲法を含む) - 日本国憲法 - 法の基礎(日本国憲法を含む) - 日本国憲法(教職) - 法学2(日本国憲法) - 法学B(日本国憲法) - グローバル化時代の日本国憲法 |
| - 体育                                                         | 2単位      | - 体育実技 - 体育講義 - スポーツ - 体育理論 - 健康科学 - 教職（健康教育） - 教職（体育実技） - 健康教育 - スポーツの実技 - (教職)体育理論 - (教職)体育実技 - 健康・スポーツ科学論 - 健康・スポーツ演習1 - 健康・スポーツ実習A - 運動と健康 |
| - 外国語コミュニケーション                                     | 2単位      | - 英語I - 英語II - 外国語コミュニケーションI（英語） - 英語会話I - コミュニケーション英語 - 英語コミュニケーション - 英会話 - 英語リテラシー - 外国語(英語)1A~1B - 外国語(ドイツ語)1A~1B - 外国語(中国語)1A~1B - 英語 - EFL - English as a foreign language - ELF - English as a Lingua Franca - ELF 101~102 - ELF 201~202 - ELF 301~302 - ELF 401~402 - ELF(通信101) - ELF(通信102) - ドイツ語I - フランス語I - 中国語I - 韓国語I - 初歩のロシア語 - 初歩のスペイン語 - 初歩のトルコ語 |
| - 数理、データ活用及び人工知能に関する科目 又は 情報機器の操作 | 2単位      | - コンピュータ概論 - コンピュータ入門 - 情報処理I - 情報科学入門 - コンピュータ利用技術I - コンピュータ利用技術II - 情報コミュニケーション - コンピュータリテラシー - 情報リテラシー - 情報リテラシーa~b - 情報活用 - 情報の活用と倫理 - 遠隔学習のためのパソコン活用 --- - 数理・データサイエンス・AIリテラシー - 統計学入門 - ビッグデータとAI - データサイエンス |

日本国憲法については、大学により、「法律学(日本国憲法を含む)」のように、法学の基礎科目に憲法の内容を包括していれば要件を満たす場合がある。
体育については、大学により、講義科目のみで認定する場合、実技科目のみで認定する場合、両方セットで単位修得することで認定する場合（大学により、1単位+1単位での例と2単位+2単位の例、2単位+1単位の例とがある）とがあり、他大学で単位認定のために流用する場合に齟齬が生じる場合もあるので、注意が必要。
外国語コミュニケーションについては、英語の科目で設定している大学が多くみられるが、課程認定がなされれば英語以外の言語の科目でも差し支えないため、中国語やドイツ語・フランス語などで科目が設定される例もごく一部の大学で存在する（外国語の免許状の場合、「教科に関する科目」と同一科目で修得とされる例がある）。
数理、データ活用及び人工知能に関する科目　又は　情報機器の操作については、数理、データ活用及び人工知能に関する内容をすべて包括した科目又は情報機器の操作に相当する科目のいずれかないしは双方を含めていれば対応する（双方を含める場合は、各々2単位ずつ履修する事になるため、基本はいずれか一方で充足できる）。

### 平成30年度以前入学者の科目区分

#### 平成12年度以降平成30年度以前入学者の科目区分

##### 教科に関する科目
「教科に関する科目」は、「幼稚園の教諭の普通免許状」「小学校の教諭の普通免許状」「中学校の教諭の普通免許状」「高等学校の教諭の普通免許状」の授与を受ける際に必要とされる。現行の法規（免許法）によるものは、原則的に2000年度以降大学入学したものに対して適用されているが、施行規則の一部改正により、一部教科についてはその後変更されているものも生じている（後述）。
幼稚園では、小学校で規定されるの特定の教科（国語、算数、生活、音楽、図画工作、体育）に関する科目について修得することとなっている。課程認定校によっては、他の教科に関する科目についても含めることができる場合もある。この特定教科が対応する幼稚園での「領域」は、国語が「言葉」、算数が「環境」、生活が「人間関係」及び「環境」、体育が「健康」、音楽及び図画工作が「表現」となる。ただし、幼稚園（幼保連携型あるいは幼稚園型の認定こども園を含む）の中には、領域の学習の延長上に教科の内容を位置づける（あるいは先取り学習）という批判もあり、前述した平成31年度入学者からは「領域に関する専門的事項」となっていたが、実際には、小学校の「教科に関する専門的事項」と共通設定する学校もみられたため、一部科目区分の変更が実施された令和4年度以降入学者から幼小の教科・領域科目を共通化できない課程認定とされることになった。
小学校では、国語（書写を含む。）、社会、算数、理科、生活、音楽、図画工作、家庭、体育である（この時点では、外国語は未設定であった）。
幼稚園と小学校については、いずれも、音楽、図画工作、体育のうちの1つは選択必修となっており、他の教科に関する科目と選択した教科以外の2教科に関する科目の単位を修得することによって、枠内の最低単位数（幼6単位、小8単位）を充足し、それを越えた科目分は、教科又は教職に関する科目部分に流用することができる。
中学校、高等学校では、それぞれ、教科・分野毎に定められている。

###### 幼稚園・小学校の場合
「幼稚園・小学校の教諭の普通免許状」の場合は、「○」の付いたものから1以上の科目（幼稚園は6単位以上、小学校は8単位以上）について修得するものとされている（うち、1科目2単位分は、音楽、図画工作、体育のうちの1教科に該当する学科目を含めなければならない）。 なお、幼稚園の教諭の普通免許状の場合は、これら科目に含まれる内容を合わせた内容に係る科目、その他これら科目に準ずる内容の科目でもよい。課程認定校によっては、幼稚園では対象外となる社会・理科などについて、「これら科目に含まれる内容を合わせた内容に係る科目その他これら科目に準ずる内容の科目」という扱いで、教科に関する科目に含めることができる。
| 教科に関する科目                                                                     | 幼稚園 | 小学校 | 授業科目の名称の例                                                                     |
| ------------------------------------------------------------------------------------ | ------ | ------ | -------------------------------------------------------------------------------------- |
| - 国語（書写を含む。）の教科に関する科目                                             | ×      | ○      | - 国語 - (教科)国語 - (教科)国語(書写を含む。) - 国語(書写を含む。) - 国語I - 書写書道 |
| - 国語の教科に関する科目                                                             | ○      | ×      | - 国語 - (教科)国語 - 国語(書写を含む。) - (教科)国語(書写を含む。) - 国語I            |
| - 社会の教科に関する科目                                                             | ×      | ○      | - 社会 - (教科)社会 - 社会I                                                            |
| - 算数の教科に関する科目                                                             | ○      | ○      | - 算数 - (教科)算数 - 算数I                                                            |
| - 理科の教科に関する科目                                                             | ×      | ○      | - 理科 - (教科)理科 - 理科I                                                            |
| - 生活の教科に関する科目                                                             | ○      | ○      | - 生活 - (教科)生活 - 生活I                                                            |
| - 音楽の教科に関する科目                                                             | ○      | ○      | - 音楽 - (教科)音楽 - 音楽I - 音楽実技1・2 - 音楽実技I・II - 音楽理論                  |
| - 図画工作の教科に関する科目                                                         | ○      | ○      | - 図工 - (教科)図画工作 - 図画工作 - 図画工作I                                         |
| - 家庭の教科に関する科目                                                             | ×      | ○      | - 家庭 - (教科)家庭 - 家庭科 - 家庭I                                                   |
| - 体育の教科に関する科目                                                             | ○      | ○      | - 体育 - 体育(小) - 体育(幼・小) - (教科)体育 - 専門体育I - 体育I                      |
| - これら科目に含まれる内容を合わせた内容に係る科目その他これら科目に準ずる内容の科目 | △      | ×      | - 社会 - 理科 - (教科)社会 - (教科)理科                                                |

△は幼稚園では規定されていない各教科等に関して、課程認定が行われていれば加えることができる科目。

###### 中学校・高等学校の場合
「中学校の教諭の普通免許状」「高等学校の教諭の普通免許状」の場合（教科「外国語 (英語)」の例）

「外国語 (英語)」の場合は、中学校も高等学校も科目が同一であるが、中学校と高等学校では科目が同一でない場合（国語、理科、美術、家庭など）や、「教科」そのものが中学校と高等学校で異なる場合（中学校の教科「社会」と高等学校の教科「地理歴史」「公民」など）もある。
| 教育職員免許法施行規則 に規定する科目（「外国語（英語）」に関する教科に関する科目） | 必履修単位数 | その他必履修単位数 | 科目名事例                                                                               |
| ----------------------------------------------------------------------------------- | ------------ | ------------------ | ---------------------------------------------------------------------------------------- |
| 英語学                                                                              | 1以上        | 16単位以上         | 言語基礎論I・II、言語論特講I・II、英語音声学、英文法、英語史、外国語中級A・B、対照言語学 |
| 英米文学                                                                            | 1以上        | 16単位以上         | アメリカ文学史、アメリカ文学、イギリス文学史、イギリス文学                               |
| 英語コミュニケーション                                                              | 1以上        | 16単位以上         | 外国語コミュニケーションI・II・III・IV、英作文I・II                                      |
| 異文化理解                                                                          | 1以上        | 16単位以上         | 文化基礎論I、アメリカの言語と文化、イギリスの言語と文化                                  |

- 註1）すべての科目について一般的包括的な内容を含むものでなければならない。
- 註2）太字は一般的包括的内容を含むために必須の履修すべき科目群、加えて、斜体字群から1科目選択することで、太字の履修すべき科目群と併せて一般的包括的内容を含む条件を満たす科目群。

なお、保健体育（中学・高校とも）と福祉（高校）に関しては、2011年度入学者より、教科に関する科目のカテゴリの新規追加による必修分野の増設などの一部変更が実施されており、2010年度以前入学者で当該教科の免許状の課程を受講している場合、2014年3月まで(即ち、2010年入学者が4年で卒業するのに合わせた時期まで)に授与申請を出さない場合は、授与申請を行う各都道府県教育庁判断で、授与申請が受理されない例もあると案内している大学もある。このため、通信制大学では、単位取得状況により、2010年度以前入学者であっても、2011年度以降入学者の課程内容に准じた履修への変更を認めている例や、2011年度以降3年次編入学者（本来は2009年度以降入学者に准ずる）については、2011年度以降1年次入学者と同じカリキュラムを履修させるやり方を実施する例もある(通信制大学の場合、個々の事情により、4年(3年次編入でも2年)で卒業できるとは限らず、授与申請に不利益が生じるのを避けるための処置)。
単位の履修方法については教育職員免許法別表第1、教育職員免許法の教育職員検定（別表3, 4, 5, 8）は、原則として教職課程で修得しなければならないが、教育職員検定の6条別表3, 4, 5, 8は教職課程でない課程（例：玉川大学の数学の単位）や、教育委員会の教育職員免許法認定講習、文部科学省が免許法認定通信教育として認可した放送大学の単位なども、各都道府県の教育委員会が認めれば含めることができる。
単位数としては、各科目1単位以上かつ全科目で20単位以上とされている。なお、各科目は「一般的包括的な内容を含む」ものである必要がある（1999年以前に大学入学したものに適用された旧法上は、各科目4~8単位以上で20単位以上かつ加えて全科目を包括して20単位以上の計40単位以上とされていた）。なお、全科目で20単位を超過した場合は、超過部分が「教科または教職に関する科目」の単位として扱われる(1999年以前入学者の場合は、「教職に関する科目」と「教科に関する科目」の2分野・カテゴリのみで、旧法には、「教科または教職に関する科目」という科目分野・カテゴリ自体がなかった。「教科または教職に関する科目」は、2000年以降入学者を対象に、新法で、新規に増設された分野・カテゴリである。ただし、新法への読替作業により、一部の科目が他教科の「学力に関する証明書」上、「教科又は教職に関する科目」としてカウントされる場合がある。逆に、新法への読替に伴って「教科に関する科目」としては課程認定上適さないとして、読替を行った「教科に関する科目」では、「学力に関する証明書」上、削除される科目が発生する場合もある。
このため、科目については大学・短期大学ごとに、教員養成に必要な分野を包括するように編成されているが、そのために修得すべき科目数・単位数は必ずしも一致せず、それぞれの教育課程により異なる。また、科目に対する重点の置き方は、大学（短期大学および大学院を含む）における学科等ごとに異なる。また、「教科又は教職に関する科目（大学が加える教職に関する科目に準ずる科目）」を一切設定せず、「教科に関する科目」および「教職に関する科目」の法定単位数超過分のみで充当する大学もある。

##### 教職に関する科目
教科等に関係なく、同一校種等（幼稚園、小学校、中学校、高等学校、養護教諭、栄養教諭）について共通した必修科目である。ただし、修得すべき科目は、同一校種等、免許状の区分により一部異なる。また「教育実習」は、免許状の授与を受けようとする学校の段階により実習の期間や単位数が異なる。
「教職に関する科目」の、単位の履修方法については教育職員免許法5条別表第1-2.2では教職課程によって授与を受けたい同一学校種及び同一教科の課程のある大学で修得しなければならない。したがって、中学校の課程認定しか受けていない大学であれば、その単位を高等学校の授与を受ける場合に申請することができない。また、高等学校の地理歴史の課程認定しか受けていない大学であれば、その単位を高等学校の公民の授与を受ける場合に申請することができない。ただし、教育職員免許法施行規則第6条備考には、すでに他学校種の教員免許を所持している者を対象とする修得済み教職単位の振り替えに関する特例規定がある。その他、2校種以上あるいは、2教科以上の課程認定を受けている場合であれば、例えば中学校社会、高等学校地理歴史、高等学校公民で共通の科目としているところもある。その場合は1つの授業科目を履修し単位を修得すれば、どの校種や教科にも授与申請ができる。また、学力に関する証明書は校種・教科等ごとに発行される。
道徳教育に関する科目については、中学校・高校双方あるいは幼稚園・小学校双方のいずれかあるいは両方の課程認定を受けている大学で履修した場合、「教職に関する科目」としては、高校及び幼稚園側の単位に加えることができない（ただし、教科又は教職に関する科目（高校・幼稚園側で「大学が加える教職に関する科目に準ずる科目」として課程認定を受けている場合）としては、この限りではない）。ただし、旧法で教職に関する科目として当該科目を履修した場合はこの限りではなく、新法への読み替えの場合に、高校や幼稚園側でも教職に関する科目としてクレジットされる場合と、「大学が加える教職に関する科目に準ずる科目」にクレジットされて、教科または教職に関する科目となる場合とがある。
2009年以前の大学入学者については、「教職実践演習」相当の科目が法定されていないため、既修得単位を流用する場合に、「総合演習」相当の科目では読替できないと判定される場合もあるため、新たに履修する必要が発生する場合もある。また「教職実践演習」の受講には、文部科学省からの指導により、入学年度に関わらず、「履修カルテ」を作成することを義務付けられている（ただし、教職実践演習の受講にあたり、他大学で修得した教育実習の単位を認定した場合は、カルテの作成上の問題から受講不可とする大学もある。また、教育実習と同様の理由により、科目等履修生では受講不可とする場合もある）。
幼稚園一種の免許状には35単位以上、小学校一種の免許状には45単位以上、中学校一種の免許状には31単位以上、高等学校一種の免許状には23単位以上(法定単位上は)必要であり、超過した単位は「教科又は教職に関する科目」として流用することができる。
以下は、2000年度以降に大学入学したものに適用される、1998年改正法に基づいた科目である(ただし、2008年の施行規則一部改正により、2010年度入学者より「総合演習」が削除され、「教職実践演習」が追加されている。万が一、2009年度以前の入学者で総合演習が未履修・単位未修得となった場合は、原則、2013年度以降は再履修できず、教職実践演習を履修する必要がある)。なお、学力に関する証明書上は、通常、「教育実習」の欄（旧・第六欄→新・第五欄）の次に「教職実践演習」の欄（新・第六欄）が差し込まれ、「総合演習」の欄（旧・第五欄）は、単位修得の有無にかかわらず残したまま発行される（他大学で、別校種の免許状の単位を修得する際、施行規則66条の6に定める科目の修得状況に加え、「総合演習」ないしは「教職実践演習」のいずれかを修得しているか、いずれも修得していないかという判断が必要なため、両方の欄が、各大学が発行するフォーマットに残されることが要求される）。
| 教職に関する科目(第一欄) | | 内容に含めることが必要な事項 | 授業科目の名称の例 |
| --- | --- | --- | --- |
| - 教職の意義等に関する科目(第二欄) | - 教職の意義等に関する科目(第二欄)                                                                              | - 教職の意義及び教員の役割 - 教員の職務内容（研修、服務及び身分保障等を含む） - 進路選択に資する各種の機会の提供等 | - 教職論 - 教職入門 - 教職概論 - 教育職の研究 - 教職原論 - 教育職業論 - 教師形成論 - 教職の役割 - 教師論 - 教師入門セミナー - 教職の理解 - 教職教育学 |
| - 教育の基礎理論に関する科目(第三欄) | | - 教育の理念並びに教育に関する歴史及び思想 | - 教育原理 - 教育原理（教育行政学を含む） - 学校と教育の歴史 - 教育哲学 - 教育史 - 教育基礎論 - 教育人間学 - 発達教育学 - 教育環境学 - 教育の原理 - 教育原論 - 教育思想 |
| - 教育の基礎理論に関する科目(第三欄) | - 幼児、児童及び生徒の心身の発達及び学習の過程 （障害のある幼児、児童及び生徒の心身の発達及び学習の過程を含む） | - 教育心理学 - 青年心理学 - 心身の発達と学習 - 学習・発達論 - 発達心理学 - 教育・学校心理学 - 学習・言語心理学 - 認知発達心理学 - 学校教育心理学 - 幼児教育心理学 - 教育心理学(障害児の心理を含む) - 人間の発達と学習 - 乳幼児心理学 - 児童心理学 - 思春期心理学 - 乳幼児・児童心理学 - 児童・青年心理学 - 思春期・青年心理学 - 保育学 - 発達心理学I --- - 特別支援教育 - 障害児心理学 - 障害者心理学 - 障害者・障害児心理学 - 特別支援教育心理学 | |
| - 教育の基礎理論に関する科目(第三欄) | - 教育に関する社会的、制度的又は経営的事項                                                                      | - 教育原理（教育行政学含む） - 教育行政学 - 学校の制度と経営 - 教育の制度と経営 - 教育の制度と経営（中・高） - 教育の制度と経営（幼・小） - 教育社会学 - 教育行財政 - 教育法概論 - 教育制度論 - 学校制度と社会 - 学級経営 - 現代教育入門 - コミュニティ教育 - 生涯学習概論 - 国際理解教育 - 環境教育 | |
| - 実践に必要な理論および方法を修得させるための科目群(第四欄)                                                                                               | - 教育課程及び指導法に関する科目 （学習指導要領、教育要領に即し、包括的な内容を含む） (第四欄1)                 | - 教育課程の意義及び編成の方法 | - 教育課程論 - 教育内容論 - カリキュラム - カリキュラム論 - ○○学校教育課程の意義と編成 - 教育課程編成論 - 教育課程編成論（中・高） - 教育課程編成論（小） - 幼児教育課程論 - 教育課程の意義と編成 - 初等教育課程論 - 中等教育課程論 - 保育課程論 |
| - 実践に必要な理論および方法を修得させるための科目群(第四欄)                                                                                               | - 教育課程及び指導法に関する科目 （学習指導要領、教育要領に即し、包括的な内容を含む） (第四欄1)                 | - 各教科の指導法 | - ○○科教育研究 - 教科教育研究(○○) - 教科教育研究(○○)I~IV - 教科教育研究(○○)A~D - ○○科の教育 - ○○科・○○科の教育 - ○○科教育法 - ○○教育論 - 教科教育法（○○） - ○○科指導法 - ○○科の指導法 - ○○科指導法I~II - 初等○○科教育法 - 幼児教育の指導法 |
| - 実践に必要な理論および方法を修得させるための科目群(第四欄)                                                                                               | - 教育課程及び指導法に関する科目 （学習指導要領、教育要領に即し、包括的な内容を含む） (第四欄1)                 | - 保育内容の指導法 | - 保育内容指導法（○○） - 保育内容総論 - 幼児指導論 - 保育内容（○○） - ○○（指導法） - ○○指導法 - ○○の保育 - ○○教育論 - 保育指導法 - 幼児指導論I - 保育内容の指導法(○○) - 保育内容の指導法I~XII - 児童文化I |
| - 実践に必要な理論および方法を修得させるための科目群(第四欄)                                                                                               | - 教育課程及び指導法に関する科目 （学習指導要領、教育要領に即し、包括的な内容を含む） (第四欄1)                 | - 道徳の指導法 | - 道徳教育研究 - 道徳教育の指導法 - 道徳教育論 - 道徳教育の指導 - 道徳教育の理論と方法 - 道徳教育の理論と方法（中） - 道徳教育の理論と方法（小） - 道徳教育の研究 |
| - 実践に必要な理論および方法を修得させるための科目群(第四欄)                                                                                               | - 教育課程及び指導法に関する科目 （学習指導要領、教育要領に即し、包括的な内容を含む） (第四欄1)                 | - 特別活動の指導法 | - 特別活動研究 - 特別活動の理論と方法 - 特別活動の理論と方法（中・高） - 特別活動の理論と方法（小） - 教科外活動論 - 特別活動論 - 特別活動の指導法 |
| - 実践に必要な理論および方法を修得させるための科目群(第四欄)                                                                                               | - 教育課程及び指導法に関する科目 （学習指導要領、教育要領に即し、包括的な内容を含む） (第四欄1)                 | - 教育の方法及び技術 （情報機器及び教材の活用を含む） | - 教育方法研究 - 教育方法学 - 教育方法・技術論 - ICT活用の理論と実践 - 教育の方法と技術 - 教育方法学（中・高） - 教育方法学（幼・小） - 教育の方法と技術（中・高） - 教育の方法と技術（幼・小） - 教育の方法と技術（情報通信技術の活用含む） - 教育方法（視聴覚教育を含む） - メディア教育論 - 教育工学 - 教育情報論 - 教育測定及び方法 - 教育方法 - 教育方法論 - 初等教育方法学 - 中等教育方法学                                                                                         |
| - 実践に必要な理論および方法を修得させるための科目群(第四欄)                                                                                               | - 生徒指導、教育相談及び進路指導等に関する科目 (第四欄2)                                                        | - 生徒指導の理論及び方法 | - 生徒指導 - 生徒指導の理論と方法 - 生徒指導の理論及び方法 - 生徒指導論 - 生徒指導(進路指導を含む) - 児童指導 - 生徒理解と教育相談 - 児童理解と教育相談 - 児童・生徒指導論 - 生徒・進路指導論 - 生徒・進路指導の理論と方法 - 生徒指導及び進路指導の理論と方法 - 生徒・進路指導の理論と方法（中・高） - 生徒・進路指導の理論と方法（小） |
| - 実践に必要な理論および方法を修得させるための科目群(第四欄)                                                                                               | - 生徒指導、教育相談及び進路指導等に関する科目 (第四欄2)                                                        | - 教育相談（カウンセリングに関する基礎的な知識を含む）の理論及び方法 | - 教育相談 - 教育相談の基礎と方法 - カウンセリング - 教育相談の理論と方法 - 幼児理解と教育相談 - 教育相談の理論と方法（中・高） - 教育相談の理論と方法（小） - 学校カウンセリング - 児童・生徒との対話 - 生徒理解と教育相談 - 児童理解と教育相談 - 初等教育相談の基礎と方法 - 中等教育相談の基礎と方法 - 幼児理解・保育相談 - 学校臨床心理学 - 教育臨床心理学 - 臨床心理面接論 - 臨床心理学概論 - 乳幼児・児童の心理臨床 - 思春期・青年期の心理臨床 - ライフサイクルの心理臨床 - 職業指導 |
| - 実践に必要な理論および方法を修得させるための科目群(第四欄)                                                                                               | - 生徒指導、教育相談及び進路指導等に関する科目 (第四欄2)                                                        | - 進路指導の理論及び方法 | - 進路指導 - 進路指導論 - 生徒指導の理論と方法 - 生徒指導（進路指導を含む） - 生徒・進路指導の理論と方法 - 生徒指導及び進路指導の理論と方法 - 生徒・進路指導の理論と方法（中・高） - 生徒・進路指導の理論と方法（小） - 職業指導 |
| - 実践に必要な理論および方法を修得させるための科目群(第四欄)                                                                                               | - 生徒指導、教育相談及び進路指導等に関する科目 (第四欄2)                                                        | - 幼児理解の理論及び方法 | - 幼児理解と教育相談 - 幼児指導 - 幼児心理学 - 幼児理解の理論及び方法 - 保育原理 - 幼児理解・保育相談 - 幼児教育相談の理論と方法 - 保育原理I |
| - 総合演習(第五欄) | - 総合演習(第五欄)                                                                                              | - 総合演習(第五欄) | - 総合演習 - 教職総合演習 - 教養ゼミナール - 基礎演習 - 教職演習 - 教職総合ゼミ - 男女共同参画社会論 - 時事問題研究 - 情報化社会と教育 - 国際化と教育 - 環境問題と教育 |
| - 教育実習(第六欄→第五欄) - 養護実習（養護教諭の場合） - 栄養教育実習（栄養教諭の場合） （教育実習・養護実習・栄養教育実習に係る事前及び事後の指導を含む） | | (事前及び事後の指導) | - 教育実践研究 - 教育実習の指導 - 教育実習I - 教育実習の事前事後指導 - 初等教育実習指導 - 中等教育実習指導 |
| - 教育実習(第六欄→第五欄) - 養護実習（養護教諭の場合） - 栄養教育実習（栄養教諭の場合） （教育実習・養護実習・栄養教育実習に係る事前及び事後の指導を含む） | (校外実習) | - 教育実習 - 中学校教育実習 - 高等学校教育実習 - 教育実習I - 教育実習II - 幼児教育実習 - 初等教育実習 - 中等教育実習A - 中等教育実習B - 教育実習(事前事後指導を含む) - 養護実習（養護教諭の場合） - 栄養教育実習（栄養教諭の場合） | |
| - 教職実践演習(第六欄) | - 教職実践演習(第六欄)                                                                                          | (教職実践演習を履修する者の「教科に関する科目」および「教職に関する科目（教職実践演習を除く）」の履修状況を踏まえ、教員として必要な知識技能を修得したことを確認する) | - 教職実践演習 - 教職実践演習(中・高) - 教職実践演習(小・中) - 教職実践演習(幼・小) - 教職実践演習(教諭) - 教職実践演習(幼) - 教職実践演習(小) - 教職実践演習(中) - 教職実践演習(高) - 教職実践演習(初等) - 教職実践演習(中等) - 保育・教職実践演習 |

##### 特別支援教育に関する科目
別表1での一種免許状における単位修得上は、第一欄(特別支援教育の基礎理論)が2単位以上、第二欄は、「教育課程及び指導法」(いわゆる「教育課程等」と呼ばれる科目群)が1教育領域あたり2単位以上、「心理、生理及び病理」(いわゆる「心理等」と呼ばれる科目群)が1教育領域あたり1単位以上とされている（トータルとしては、前述の3単位以上に加えて、2つの科目群または「教育課程及び指導法」・「心理、生理及び病理」の双方を包括した「心理・教育課程等」と呼ばれる科目群のいずれかを含めた合計単位数が、視覚障害・聴覚障害の場合は8単位以上、知的障害・肢体不自由・病弱の場合は4単位以上となる）。第三欄は、「重複・LD等領域」(当該領域は、重複障害・言語障害・情緒障害・LD・ADHD・自閉症スペクトラムなどで構成)については「教育課程及び指導法」および「心理、生理及び病理」を包括して4単位以上(標準的には、重複2単位以上・LD等2単位以上となるが、必ずしもこれにこだわらない)、取得しない教育領域に関する「教育課程及び指導法」および「心理、生理及び病理」(いわゆる「心理等」又は「教育課程等」又は、「心理・教育課程等」のいずれかに該当する科目群)を包括して、各2単位以上（後者については、5領域すべて取得する場合は不要）で、かつトータルで5単位以上、第四欄(障害者教育実習)は、事前事後指導を含めて3単位以上、およびこれら4つの欄のすべてを包括のうえで合計26単位以上とされている(実際には、取得する領域により、必要な最低単位数はこれを上回るものと考えられる)。なお、専修免許状の申請に必要な「特別支援教育に関する科目」は、これらのカテゴリにとらわれず、大学院設定科目で24単位以上の習得（一種の要件に上乗せ）が必要。因みに、旧養護学校に相当する3領域の課程認定校での履修の場合、各領域の最低の法定単位数ぎりぎりの履修では第二欄で16単位以上の要件が満たせないため、知的障害領域の科目を各4単位にするなどして欄全体で16単位以上として充当する（そうすれば、肢体不自由・病弱は法定要件を満たす各2単位で済むため、都合16単位となる）。
- 「免許状に定められることとなる特別支援教育領域以外の領域」(第三欄)については、免許として取得しない(課程が認可されていないためにできない場合を含む)各教育領域(「中心となる領域」ではなく、「含む領域」であっても可能)と発達障害・重複障害に関する「教育課程及び指導法」および「心理、生理及び病理」に関する各科目の履修を要する。よって、5領域すべて取得する場合は、第三欄部分の履修については、発達障害・重複障害(いわゆる、「重複・LD等領域」)に関する「教育課程及び指導法」および「心理、生理及び病理」に関する各科目(例えば、発達障害に関する科目の場合、「教育課程及び指導法」および「心理、生理及び病理」を独立させずに、すべて包括した科目の履修によって対応可能)の履修のみでよい。

- 専修免許状については、大学院レベルの「特別支援教育に関する科目」を24単位以上修得し、特別支援学校教諭一種の免許状（又は、相当する法定単位以上の単位の修得）と修士の学位を基礎資格とすることで取得可能（「別表第一」を根拠とする）だが、一種免許状取得者の現職教員については、特別支援学校での職務経験と教育職員検定により、「別表第七」で取得も可能（ただし、1種から専修免許状への移行については、2010年代時点で、大学院科目等履修生として、大学院開講の特別支援教育に関する科目の15単位が修得可能な大学の講義を受講しなければ、現実的には不可能（当然、休職の検討も視野に入れねばならない）。2種から1種への移行であれば、旧養護学校相当の領域であれば、大学通信教育などでカバーが可能だが、視覚障害と聴覚障害については、国や県が現職教員向けに行う教育職員免許法認定講習を受講し、単位を修得すれば可能だが、年によっては、勤務する自治体などで行わない場合（あっても、必要な科目区分とは違うこともある）もあるので、実施されている遠方の地域での受講になる場合もある）。

教育領域追加について
特別支援学校の免許状における、領域追加の申請には、教育職員検定によるものとそうでないものとがある（申請書類や申請方法、取得単位の流用可否といった点の細かいところが違うだけで、根拠規定自体は同一）。なお、特別支援学校の免許状（ここでは、旧・盲学校、聾学校及び養護学校の免許状は含まない）に新たに追加する領域の科目が第3欄に含まれているはずだが、履修指導の際に、第2欄に流用して流用可能な単位を減免する事が認められる場合がある。ただし、その結果として、第3欄の単位数が、法定単位の5単位を割った場合は、「重複・LD等」ないしは、他に拾得していない領域の「心理・教育課程等」科目の履修により、欄に入る単位数を5単位以上にする必要がある。「重複・LD等」だけで5単位以上を充足している場合は、無論、どの領域の追加であっても、科目を改めて履修する必要はない。
なお、流用可能な場合、「中心となる教育領域」が、追加したい教育領域となっていることが前提であり、「含む領域」となっている場合は、第2欄への流用は不可となる。
- 教育職員検定を利用しない方法

なお、新教育領域追加（施行規則第5条2の第3項を根拠とした規定）を行う場合、第二欄で追加する領域について、いずれの領域についても、「教育課程及び指導法」が2単位以上、「心理、生理及び病理」が1単位以上とされている（トータルでは、「心理・教育課程等」と呼ばれる科目群を含めて、教育職員検定を利用しない場合は、視覚障害・聴覚障害が各8単位以上、知的障害・肢体不自由・病弱は各4単位以上とされる）。
新教育領域の追加については、旧盲学校免許状・旧聾学校免許状・旧養護学校免許状をすべて所有している場合はできない(する必然性もない)が、いずれか一つがない状態で追加する場合は、現行の特別支援学校免許状の「新教育領域の追加」扱いと同様となり、旧免許状と差替えで受ける形となる。
- 教育職員検定を利用して免許状を授与される場合

上述の内容と一部重複するが、第2欄で追加すべき単位数は、追加する領域に関して、原則、「教育課程及び指導法」が2単位以上、「心理、生理及び病理」が1単位以上とされていることは変わらないが、旧養護学校相当の3領域に関しては、欄を充足するための合計単位が2単位以上となっているため、「教育課程及び指導法」の単位数は、1単位以上に減免される（その代わり、「心理・教育課程等」の科目の単位では法定単位を充足できなくなるため、2単位を超えた部分で拾得したものとみなされる）。視覚障害と聴覚障害は、「教育課程及び指導法」が2単位以上、「心理、生理及び病理」が1単位以上は、変わらないが、欄を充足すべき単位数は、検定を使わない場合から半減となり、4単位以上となる。
なお、特別支援学校免許状に対しての領域追加の場合、第3欄に入っていた、今回領域追加する科目を流用したことによって、第3欄に入れるべき単位数が5単位を割った場合は、「重複・LD等」ないしは、今回も領域追加しない領域の科目を別途履修し、5単位以上充足させる必要がある。「重複・LD等」だけで5単位以上を充足できている場合は、第3欄の科目を追加する必要はない。
教育職員検定を利用して、既存の免許状を基礎免許状として免許状を授与される場合
因みに、教員経験（特別支援学校の勤務経験の有無は問わない）にて免許状授与される場合は、教育職員検定を利用した「別表第七」にて、2種免許状を授与されることができる（これを、1種または専修に移行する場合は、同じく教育職員検定による「別表第七」を根拠として、特別支援教育に関する科目の修得を行う必要があるが、変更の場合は、特別支援学校の教員経験かつ、最低免許状に含まれる領域を扱う学校での勤務（併置校の場合は、当の教師本人が担任している学級などが扱う領域での年数経験となり、扱っている複数の領域のうちの2以上の領域すべてに対してではない）の経験があることが条件となる）。これについても、原則は都道府県教育委員会(教育庁)での履修指導を下に課程認定大学での単位修得が必要となるが、放送大学の単位（免許法認定通信教育の扱い）や教育職員免許法認定講習などの受講により充当することが可能（余談だが、放送大学の単位のみを利用する場合、「知的障害者に関する教育領域」と「肢体不自由者に関する教育領域」の2つしかカバーできない。また、「重複・LD等」の領域が必要な場合に充当する単位を修得する事はできる）。「別表第一」による変更の場合は、施行規則第十条六の第1項の規定が適用されるため、下級の免許と共通の単位については修得済みと看做されて、不足分の単位履修を行う、といった方法を取ることができる。
上記と一部内容が重複するが、「重複・LD等」領域は、実際には細分化されており、重複障害領域、LD領域、ADHD領域、言語障害領域、情緒障害領域(かつて当該領域に含まれていた自閉症を含む)などの小領域に分かれている。このため、別表7などで免許状を取得する例や、施行規則第五条二の第3項を根拠とした領域追加を行う例の一部などで、第三欄の単位を充足する必要がある場合、「重複・LD等」の細分化された領域について、単位不足となる例もある（かつての特殊教育諸学校の免許状や、上述した、特別支援学校の免許状で、重複・LD等を4単位以下で習得した場合などのケースで可能性が生じる）。
下表は、2006年法改正に基づく、2007年度以降入学者に適用される、「視覚障害者に関する教育」を除く4教育領域の免許状の課程の講義科目を実施する例で提示する（第二欄、第三欄のカッコ内は、各科目で扱う中心となる教育領域で、科目により他の教育領域の内容が「含まれる」ものも存在する）。
| 特別支援教育に関する科目 | 内容に含めることが必要な事項 | 授業科目の名称の例 （括弧内は、免許状に定める主たる教育領域 ないしは中心となる領域の略称） |
| --- | --- | ------------------------------------------------------------------------------------------ |
| - 特別支援教育の基礎理論に関する科目(第一欄) | - 心身に障害のある幼児、児童又は生徒についての教育の理念並びに教育に関する歴史及び思想 - 心身に障害のある幼児、児童又は生徒についての教育に係る社会的、制度的又は経営的事項 | - 障害者教育総論                                                                           |
| - 特別支援教育領域に関する科目(第二欄) | |                                                                                            |
| - 心身に障害のある幼児、児童又は生徒の心理、生理及び病理に関する科目 (通称・「心理等」科目)                                                                                  | - 聴覚障害者の心理(聴) - 聴覚障害者の生理・病理(聴) - 知的障害者の心理(知) - 知的障害者の生理・病理(知) - 肢体不自由者の心理、生理・病理(肢) - 病弱者の心理、生理・病理(病) |                                                                                            |
| - 心身に障害のある幼児、児童又は生徒の教育課程及び指導法に関する科目 (通称・「教育課程等」科目)                                                                              | - 聴覚障害教育(聴) - 知的障害教育(知) - 肢体不自由教育(肢) - 病弱教育(病) |                                                                                            |
| - 心身に障害のある幼児、児童又は生徒の心理、生理及び病理に関する科目 - 心身に障害のある幼児、児童又は生徒の教育課程及び指導法に関する科目 （通称・「心理・教育課程等」科目） | - 病弱教育総論(病) |                                                                                            |
| - 免許状に定められることとなる特別支援教育領域以外の領域に関する科目(第三欄)                                                                                                 | |                                                                                            |
| - 心身に障害のある幼児、児童又は生徒の心理、生理及び病理に関する科目 (通称・「心理等」科目)                                                                                  | - |                                                                                            |
| - 心身に障害のある幼児、児童又は生徒の教育課程及び指導法に関する科目 (通称・「教育課程等」科目)                                                                              | - |                                                                                            |
| - 心身に障害のある幼児、児童又は生徒の心理、生理及び病理に関する科目 - 心身に障害のある幼児、児童又は生徒の教育課程及び指導法に関する科目 （通称・「心理・教育課程等」科目） | - 発達障害教育総論(重複・LD等。うち、「言語・情緒・LD・ADHD」領域) - 発達障害者の心理(重複・LD等。うち、「言語・情緒・LD・ADHD」領域) - 重複障害教育総論(重複・LD等。うち、「重複・言語」領域) - 自閉症教育総論(重複・LD等。うち、「重複・情緒」領域) - コミュニケーション障害教育(重複・LD等。うち、「重複・言語・情緒・LD・ADHD」領域) - 視覚障害教育総論(視) - 言語障害教育(重複・LD等。うち、「言語」領域) |                                                                                            |
| - 心身に障害のある幼児、児童及び生徒についての実習(第四欄) | | - 障害者教育実習の事前・事後指導 - 障害者教育実習                                          |

なお、専修免許状の授与用件は、一種の要件の最低単位数と修士の学位を有し、大学院で開講される科目相当で、なおかつ上表の各項目あるいは「大学の加える特別支援教育に関する科目」のいずれかから24単位充足することでなされる。
ただし、変更の際、免許状で規定されていない教育領域が課程認定されている大学院で単位を履修しても、規定されていない領域を含めた上進はできないため、必要な場合は、1種免許状の領域追加を先だって行う必要がある（単位習得自体は、同時に行うことは可能）。

###### 特殊教育に関する科目
2006年に法規改正が行われ、改正適用前の2006年度以前の大学入学者は、「特殊教育に関する科目」として、特殊教育諸学校（盲、聾及び養護の3校種別）の教育職員免許状課程を履修する形となっていた。
なお、旧特殊教育諸学校の免許状にかかわる単位（特殊教育に関する科目）を取得し、現行の特別支援学校の免許授与を申請する場合は、授与申請先となる各教育庁の事前の履修指導を受けたなどの場合を除き、旧養護学校教諭免許状に必要な単位の場合、原則、「知的障害に関する教育領域」の単位とみなされる（すでに免許状授与済みの場合は、当然ながら、視覚障害・聴覚障害を除く3教育領域の特別支援学校教諭免許状と同じとみなされる）。
1998年改正法に基づく旧特殊教育諸学校教諭免許状の課程の単位修得上は、校種ごとに、第一欄(特殊教育の基礎理論に関する科目)が4単位以上、第二欄（心理、生理及び病理)が6単位以上、第三欄（教育課程及び指導法）が6単位以上、第四欄（障害児教育実習）は、事前事後指導を含めて3単位以上を包括し、これに第一欄から第三欄に相当する内容の選択科目を加えて計23単位以上とされていた。
下表は、1998年法改正に基づき、2000年度～2006年度入学者に適用された特殊教育に関する科目（授業科目例は、旧養護学校免許状の例）について提示する。
| 特殊教育に関する科目                                                                                    | 授業科目の名称の例                                |
| --- | ------------------------------------------------- |
| - 教育の基礎理論に関する科目(第一欄)                                                                    | - 障害児教育I - 障害児教育II                      |
| - 心身に障害のある幼児、児童又は生徒の心理、生理及び病理に関する科目(第二欄) (通称・「心理等」科目)     | - 障害児の心理 - 障害児の生理・病理               |
| - 心身に障害のある幼児、児童又は生徒の教育課程及び指導法に関する科目(第三欄) (通称・「教育課程等」科目) | - 障害児の教育課程 - 障害児の指導法               |
| - 心身に障害のある幼児、児童及び生徒についての実習(第四欄)                                              | - 障害児教育実習の事前・事後指導 - 障害児教育実習 |

##### 養護に関する科目
| 養護に関する科目 |
| --- |
| - 衛生学及び公衆衛生学（予防医学を含む） - 学校保健 - 養護概説 - 健康相談活動の理論及び方法 - 栄養学（食品学を含む） - 解剖学及び生理学 - 微生物学、免疫学又は薬理概論 - 精神保健 - 看護学（臨床実習及び救急処置を含む） |

##### 栄養に係わる教育に関する科目
| 栄養に係わる教育に関する科目 | 栄養に係わる教育に関する科目 |
| ---------------------------- | --- |
| 内容に含めることが必要な事項 | - 栄養教諭の役割及び職務内容に関する事項 - 幼児、児童及び生徒の栄養に係る課題に関する事項 - 食生活に関する歴史的及び文化的事項 - 食に関する指導の方法に関する事項 |

##### 又は科目
「又は科目」とは、「教科又は教職に関する科目」、「養護又は教職に関する科目」、「栄養に係る教育又は教職に関する科目」の総称である。
具体的には、
- 教科(養護/栄養に係る教育)に関する科目(1種・2種の場合は、法定単位数を超過した部分)
- 教職に関する科目(1種・2種の場合は、法定単位数を超過した部分)
- 大学が加える教職に関する科目に準ずる科目(専修免許状を除く)

の3つで構成され、1種免許状の場合、学力に関する証明書上、「又は」の欄に記載されるのは「大学が加える教職に関する科目に準ずる科目」のみとなる。専修免許状の場合、「又は」の欄の中で、さらに「教科(養護・栄養に係る教育)に関する科目」と「教職に関する科目」の2つに分けて構成・記載されるが、大学により、「学力に関する証明書」が1種免許状用の様式と統一されている場合は、「又は」の欄ではなく「教職に関する科目」欄の最下段などで、「教職に関する科目(その他)」などの項目に、専修免許状相当の単位数が1種の単位数とは別途わかる形で記載されることがある。
「又は科目」は、各大学が独自に開講する講義科目(「大学が加える教職に関する科目に準ずる科目」)による修得や、「○○に関する科目」として開講されている授業科目の単位を法定単位数以上修得することによる充当によって修得できる（一種免許状の場合、2000年度以降大学入学者が対象。それ以前の入学者については、事実上専修免許状のみの扱いとなっていた）。2000年度以降に大学入学した者を対象にした、小学校および中学校教諭の免許状の事実上必須科目である「介護等の体験」およびその事前・事後指導（科目設定上は、各教育機関により異なるため、事前事後指導のみとなる場合や、介護等の体験そのものが科目となる場合と、両方とも科目(包括される場合と別々の科目となる場合のいずれもある)となる場合とがある）は、このカテゴリに入る（必須化された1998年度と翌年（1999年）度の大学入学生、すなわち旧免許法にて科目履修を行っている場合は、「介護等の体験」自体は必須であったが科目としてではなかった）。概ね、2単位程度で設定している教育機関が多い。なお、「介護等の体験」に関する科目は、「大学が加える教職に関する科目に準ずる科目」の欄に記載される。なお、2000年度以降入学者に対しても、履修科目としては設定せず、一切、単位認定しない課程認定大学も存在する。
因みに、1999年度入学者以前の旧法適用者についても、新法への読替作業により、(当時の課程認定の如何に関わらず)一部の科目が「大学が加える教職に関する科目に準ずる科目」を履修したと扱われる場合があり、その場合は、読替を行った証明書の「教科又は教職に関する科目」中の「大学が加える教職に関する科目に準ずる科目」欄に、該当科目が記載される。
一種免許状の場合、幼稚園・小学校が10単位以上、中学校が8単位以上、高校が16単位以上となっている。介護等の体験が履修科目として設定されている場合は、高等学校の免許状であってもこの中に含めることができる（ただし、道徳教育に関する科目は、課程認定上の問題で含められない場合がある）。
なお、専修免許状に必要な単位は「教科又は教職に関する科目」24単位以上の履修のみとされている（これは、ほかに必要な科目を一種の時点で取得しているとみなされるためだが、ここでの24単位以上は、大学院の博士課程前期ないしは専門職課程相当レベルの内容とされている）。
「学力に関する証明書」上、「教科又は教職に関する科目」の欄に記載される科目は、一種および二種免許状の場合、「大学が加える教職に関する科目に準ずる科目」として記載される。このため、「教科に関する科目」および「教職に関する科目」で、規定する単位数を超過して「教科又は教職に関する科目」を取得する分については、本来の「教科に関する科目」および「教職に関する科目」の欄に記載される（専修免許状の場合は、他教科免許状への流用などを踏まえて、課程認定の関係もあり、「教科に関する科目」と「教職に関する科目」の2つに区分される）。
上述のように、高等学校の教職課程履修者が中学と同時授与のために「道徳教育」の科目を履修した場合などは、高等学校側では、課程設置校の裁量（厳密には、課程認定を受けているかどうか）により「教科又は教職に関する科目」の単位としてカウントされ、中学校側では、表通り「教職に関する科目」としてカウント(ただし、「教職に関する科目」の最低必須単位数を超過した分を「教科又は教職に関する科目」として扱う)する、という科目・領域もある（このため、後に他大学で他教科・校種の免許状を追加取得する場合、読替・単位認定時に単位不足と指摘される場合があるため、注意が必要な例もある）。

##### 教育職員免許法施行規則第66条の6に定める科目
2000年度以降に大学入学し、教職課程を履修するものに課される科目で、当初は「施行規則第66条の5に定める科目」とされてきたが、項番の繰下げにより、現在は「施行規則第66条の6に定める科目」を称している(改称される前に単位修得を完了した者も、現在では、改称後の名称が適用され、1999年度以前に入学したものについては、読替を実施しない証明書の場合は、後述する「第66条の4に定める科目」のままだが、読替実施した場合は「施行規則第66条の6に定める科目」として記載される)。前述のように、令和4年度入学者より、「情報機器の操作」の区分が「数理、データ活用及び人工知能に関する科目　又は　情報機器の操作」と変更されているが、新区分では「又は」となっているため、以降の区分の後者を充足しているとみなされて、修得していると読替される。
教職課程において免許状の授与(特別支援学校教諭の免許状を別1で授与申請する場合は、基礎免許状として、幼・小・中・高のいずれかと同時の授与申請乃至は幼・小・中・高のいずれかが授与されてからとなるため、特別支援学校の免許状の単位としては不要である)を受けるときは、文部科学省が定める必要科目として、次の科目の単位を修得しなければならない。ただし、旧法で別表第一、別表第二、別表第二の二などにおいて所要資格を満たした者については、現法の別表第一、別表第二、別表第二の二で授与を受ける場合にはなお従前の例によるとあるのでこれらの単位を修得する必要がない（根拠: 附則（平成一〇年六月二五日文部省令第二八号）7）。ただし、個別の学校によっては、新法への読み替えの結果、いずれかの区分で充足されていない場合は、充足されていない区分を履修するよう、（あくまでも）当該大学の方針として、履修を要する場合も見られる（授与申請にあたっては、履修がなくても受理されるので、極論として履修放棄しても差し支えない）。
また、旧法の別表第一、別表第二、別表第二の二の所要資格を満たしていなくても出身大学が新法の課程認定を受けている場合は、新法への読替を行った「学力に関する証明書」上、現法で定められた以下の単位を振替(あるいは読替)を行う場合もあり、その結果読替後の「学力に関する証明書」に反映された場合はその場合も必要がない。また、後述の「注記1」のように、卒業した大学に教職課程自体がなく、「学力に関する証明書」が本来的には発行できない大学であっても、在学時に単位修得ないしは読替の結果、相当科目を修得していることを認定していることを提示できる場合がある(ただし、課程認定大学でない場合は、基本は文部科学省通達の要件を満たしていることが必要であるため、必ずしも相当科目を履修したからといって「66条の6」科目相当として充当できるとは限らない)。また、旧法での履修をおこなっていた者が免許状の単位不足などで申請せず、新法となってから不足分を充当して免許状を申請する場合、あるいは旧法時代に課程認定のない大学を卒業して、新法となってから別の大学で単位を修得して免許状の授与申請を行う場合、「66条の6に定める科目」として相当する科目が最初に卒業した大学で履修出来ているかどうかは、都道府県教育庁に成績証明書やシラバスなどを提示することにより、履修したと看做せるかどうか判断ができる場合がある。この結果、履修していない科目区分があると判断された場合は、当然に次に単位を修得することになる大学にて、最初の大学でブランクとなった科目区分を充当することになる。
課程認定されている大学により、教養科目として設定される例、学部学科の専門科目として設定される例、教職科目（あるいは、他学部・他学科科目）として卒業要件に含まれない例など様々ある。
なお、この区分の科目については、最低単位数を超過した場合であっても、流用する科目群は存在しない。
| 科目                       | 最低単位数 | 科目名事例 |
| -------------------------- | ---------- | --- |
| - 日本国憲法               | 2単位      | - 法学(日本国憲法を含む) - 日本国憲法 - 日本国憲法(教職) - 法の基礎(日本国憲法を含む) - 法学2(日本国憲法) |
| - 体育                     | 2単位      | - 体育実技 - 体育講義 - スポーツ - 体育理論 - 健康教育 - 教職（健康教育） - 教職（体育実技） - (教職)体育理論 - (教職)体育実技 - 健康科学 - 健康・スポーツ科学論 - 健康・スポーツ演習1 - スポーツと健康の科学 |
| - 外国語コミュニケーション | 2単位      | - 英語I - 英語II - 外国語コミュニケーションI（英語） - 英語会話I - コミュニケーション英語 - 英語コミュニケーション - 英語リテラシー - 外国語(英語)1A~1B - 外国語(ドイツ語)1A~1B - 外国語(中国語)1A~1B - 英語  |
| - 情報機器の操作           | 2単位      | - コンピュータ概論 - コンピュータ入門 - 情報処理I - 情報コミュニケーション - コンピュータリテラシー - 情報科学入門 - 情報リテラシー - 情報リテラシーa~b - 情報活用                                            |

日本国憲法については、大学により、「法律学(日本国憲法を含む)」のように、法学の基礎科目に憲法の内容を包括していれば要件を満たす場合がある。
体育については、大学により、講義科目のみで認定する場合、実技科目のみで認定する場合、両方セットで単位修得することで認定する場合（大学により、1単位+1単位での例と2単位+2単位の例、2単位+1単位の例とがある）とがあり、他大学で単位認定のために流用する場合に齟齬が生じる場合もあるので、注意が必要。
外国語コミュニケーションについては、英語の科目で設定している大学が多くみられるが、課程認定がなされれば英語以外の言語の科目でも差し支えないため、中国語やドイツ語・フランス語などで科目が設定される例もごく一部の大学で存在する（外国語の免許状の場合、「教科に関する科目」と同一科目で修得とされる例がある）。

#### 平成2年度以降平成11年度以前入学者の科目区分

##### 参考・教職に関する科目(1999年度以前入学者適用科目)
1999年度以前の大学入学者(1989年の法規改訂が適用になった者で、1998年の改定適用前に入学した学生)については、「教職論」や「教育課程論」あるいは「総合演習」(または、「教職実践演習」)相当の科目などが法定されていなかったため、既取得単位を流用する場合、学力に関する証明書発行作業時に、現行法規の規準に読替を行った際、その部分が不足と判断される場合がある。逆に、下表の規定で習得した科目あるいは当時の「(他教科で設定された)教科に関する科目」に規定された科目を2000年度以降入学者の法定科目に読替を行った場合、その一部が「教科又は教職に関する科目」として扱われる場合もある（「職業指導」、「哲学(教職)」、「倫理学(教職)」、「(4単位科目の教育原理とは別途科目設定がされた)教育行政学」、「青年心理学」など、旧法上、「教科に関する科目」ないしは「教職に関する科目」として履修した科目が新法への読替に伴って「教科又は教職に関する科目」(後述の「大学が加える教職に関する科目に準ずる科目」扱い)にカウントされる場合がある）。因みに、「幼児、児童及び生徒の心身の発達及び学習の過程」（教育心理学などが相当）に関する科目については、現行の科目では、「（障害のある幼児、児童及び生徒の心身の発達及び学習の過程を含む）」と、カッコ書きで明記されたため、特別支援教育の心理的な問題に関する内容が包括される必要があり、1999年度までに入学した者に対する読替実施後、当該内容が含まれていないと判断される場合は、読替後に削除される場合がある。また、2010年度以降入学者は、施行規則の解釈方法の変更に伴い、「生徒指導、教育相談及び進路指導等に関する科目」について、3分野を包括して4単位以上とされたため、1つでも欠けている場合は、免許状に必要な科目（単位数自体は4単位以上あれば充足）を修得していないとみなされる（ただし、読替の結果、「大学が加える教職に関する科目に準ずる科目」にカウントされた科目に、該当分野に相当すると考えられる単位を修得している場合は、他大学で単位認定が可能となる例がある）。
なお、道徳教育に関する科目については、中学・高校両方の課程認定を受けている大学の場合、双方の免許状課程の履修者について、高校側の単位にカウントする大学と(課程認定上)カウントできない大学とがあった（読替を実施する場合も原則的にはこれに准ずるが、カウントできたとしても「大学が加える教職に関する科目に準ずる科目」の欄に記載される）。
以下は、1990年から1999年の間に入学した者に適用された法定科目である。「別表第一」での免許状取得の場合、中学校・高校の免許状については、以下の内容を包括して19単位以上(各大学とも、実質20単位以上)が法定単位とされていた（1999年以前に入学した者の場合、「教職に関する科目」と「教科に関する科目」の2分野・カテゴリのみで、「教科又は教職に関する科目」という分野・カテゴリはなかった）。因みに、第四欄の科目については、小学校・中学校・高等学校の免許状の授与申請の例では、欄全体の必履修単位数が0であったため、単位修得がなくとも受理可能としていた（教育課程の科目を履修していた場合は、2000年度以降の科目構成への読替作業で相当部分を充当可能であるが、概ね第四欄を設定していない大学が多かった）。高等学校の免許状の場合は、必履修単位が18単位であったため、1単位以上(実質的な講義科目上は2単位以上)を何かしらの形で充足（道徳教育でカウントできる例とできない例があった）する形になっていた。
| (第一欄) | 施行規則に定める区分                                               | 授業科目の名称の例 |
| -------- | ------------------------------------------------------------------ | --- |
| (第二欄) | - 教育の本質及び目標に関する科目                                   | - 教育原理 - 教育原理（教育行政学を含む） - 教育史 - 教育哲学                                                                                    |
| (第二欄) | - 教育に係る社会的、制度的又は経営的な事項に関する科目             | - 教育原理（教育行政学含む） - 教育行財政 - 教育行政学 - 教育法概論 - 教育社会学 - 教育制度論                                                    |
| (第二欄) | - 幼児、児童及び生徒の心身の発達及び学習の過程に関する科目         | - 教育心理学 - 青年心理学 |
| (第二欄) | - 教育の方法及び技術（情報機器及び教材の活用を含む。）に関する科目 | - 教育方法研究 - 教育方法 - 教育方法論 - 教育方法（視聴覚教育を含む）                                                                            |
| (第三欄) | - 教科教育法に関する科目                                           | - ○○科教育研究 - 教科教育研究(○○) - ○○科教育法 - ○○教育論 - 教科教育法（○○） - ○○科指導法 - ○○科の指導法 - 教科教育実践研究（○○） - 外国語教育論 |
| (第三欄) | - 道徳教育に関する科目                                             | - 道徳教育研究 - 道徳教育論 - 道徳の指導法 |
| (第三欄) | - 特別活動に関する科目                                             | - 特別活動研究 - 教科外活動論 - 特別活動論 - 特別活動の指導法                                                                                    |
| (第四欄) | - 教育課程一般に関する科目                                         | - 教育課程論 - 初等教育課程論 - 幼児教育課程論                                                                                                   |
| (第四欄) | - 保育内容に関する科目                                             | - 保育内容総論 |
| (第四欄) | - 指導法に関する科目                                               | - 保育指導法 - 幼児指導論 |
| (第五欄) | - 生徒指導、教育相談及び進路指導等に関する科目                     | - 生徒指導 - 教育相談 - 進路指導 - 職業指導 |
| (第六欄) | - 教育実習                                                         | - 教育実践研究 - 教育実習 - 教育実習の指導 - 教育実習I - 教育実習II                                                                              |

##### 特殊教育に関する科目(1999年度以前入学者適用科目)
下表は、1989年法改正に基づく、1990年度~1999年度に大学へ入学したものに適用された「特殊教育に関する科目」について提示する。
| 特殊教育に関する科目                                                                                         | 授業科目の名称の例                    |
| --- | ------------------------------------- |
| - 心身に障害のある幼児、児童又は生徒についての教育の理念並びに教育に関する歴史及び思想に関する科目 (第一欄1) | - 障害児教育I                         |
| - 心身に障害のある幼児、児童又は生徒についての教育に係る社会的、制度的又は経営的事項に関する科目 (第一欄2)   | - 障害児教育II                        |
| - 心身に障害のある幼児、児童又は生徒の心理、生理及び病理に関する科目(第二欄) (通称・「心理等」科目)          | - 障害児の心理 - 障害児の生理・病理   |
| - 心身に障害のある幼児、児童又は生徒の教育課程及び指導法に関する科目(第三欄) (通称・「教育課程等」科目)      | - 障害児の教育課程 - 障害児の指導法   |
| - 心身に障害のある幼児、児童及び生徒についての実習(第四欄)                                                   | - 障害児教育実践研究 - 障害児教育実習 |

##### 教育職員免許法施行規則第66条の4に定める科目
ただし、旧法（1989年度～1999年度大学入学者）が適用されていた時代、教職課程履修者については日本国憲法と体育相当の科目を必修としていた大学（施行規則66条の4に定める科目）もあり、その場合は当然に新法への「66条の6に定める科目」として、新法での証明書上、読替の対象となる。
1989年度入学者から導入された旧法での単位修得者に、新たに設定された科目で、当時は拘束力がなく、大学の裁量で任意とされていた科目群であった。導入当初は「施行規則第66条の3に定める科目」という名称であったが、同施行規則第66条に新たな項番が挿入されたことで、項番が繰り下がり、「施行規則第66条の4に定める科目」となっている。
| 科目         | 最低単位数 | 科目名事例 |
| ------------ | ---------- | --- |
| - 日本国憲法 | 2単位      | - 法学(日本国憲法を含む) - 日本国憲法(教職) - 法の基礎(日本国憲法を含む) - 日本国憲法 - 法学2(日本国憲法)                                                                              |
| - 体育       | 2単位      | - 体育実技 - 体育講義 - スポーツ - 体育理論 - 健康科学 - 健康教育 - 教職（健康教育） - 教職（体育実技） - (教職)体育理論 - (教職)体育実技 - 健康・スポーツ科学論 - 健康・スポーツ演習1 |

#### 「施行規則第66条の3~6に定める科目」に関する注記
- (注記1)課程認定のない大学を卒業し、その後免許状取得を目的として他大学に入学する場合(教育実習が必要なため、この例での科目等履修生での在籍では事実上不可能[注 39])、元の卒業大学で「学力に関する証明書」自体は発行できないものの、他大学が設定したフォーマット[8][9]を元の大学に提出して証明書を作成してもらえば、「66条の6」の科目を（一部ないし全部）履修済みとみなされる場合がある。ただし、編入先の大学において「66条の6」科目が卒業要件となる科目の場合、編入時の一括認定科目から相当単位分を減じられて個別認定(認定単位数としては、差引0)となる例もある。
- (注記2)課程認定のある大学を免許状を取得せずに卒業した場合は、幼・小・中・高の校種別に関わらず、教科に関する科目ないしは教職に関する科目等の表中にブランクの欄があって、免許状申請のできない状態の「学力に関する証明書」であっても、「66条の6」の欄に単位の習得が証明されていれば、同証明書の記載を根拠に編入先での単位認定自体は可能。あるいは、出身大学が発行した学力に関する証明書(免許状授与の有無および授与申請要件充足の有無は問わない)の校種が、別の学校で取得予定の免許状の校種と相違する場合でも「66条の6」の欄については有効。
- (注記3)新法となった2000年度入学者時点では、「66条の5に定める科目」となっていたが、2002年の項番の変更がなされた施行規則の公布に伴い、同規則改正施行後に、現在の「66条の6に定める科目」となった。ちなみに、1989年度以降入学者の「旧法」適用者は、「66条の3に定める科目」（後に、1991年に公布された項番繰下により「66条の4に定める科目」と改称された。上述のように、当時の科目区分は、日本国憲法と体育のみ）があったが、厳格なものではなかった例もあったため(免許状に、単位数の記載もされなかった)、「66条の5(現在の66条の6)に定める科目」では、免許状にも、単位を修得したことが記載されるようになり厳格な運用となった経緯がある。
- (注記4)この科目群については、すでに、別表第一にて、幼小中高のいずれかの免許状を有し、他校種の免許状を別表第一にて授与申請する場合は原則として不要となる区分であるが、抜けている科目区分がある場合、大学によっては履修登録が必須となる場合がある（この区分の科目を履修放棄したとしても、基本は授与申請には支障はない）。